# Marco Fidel Suárez
Marco Fidel Suárez (ur. 23 kwietnia 1855 w Bello, zm. 3 kwietnia 1927 w Bogocie) – kolumbijski pisarz i polityk, publicysta, autor dzieł biograficznych, profesor, senator, minister spraw zagranicznych (1891–1895 i 1914–1918) z ramienia Partii Konserwatywnej, prezydent Kolumbii w latach 1918–1921.